# Źródło spod Graba
Źródło spod Graba – źródło w Dolinie Sąspowskiej w Ojcowskim Parku Narodowym. Znajduje się na lewym brzegu Sąspówki w dużym rozszerzeniu dna górnej części doliny. Wypływa u podnóża Złotej Góry, w niewielkiej odległości od szlaku turystycznego. Wypływająca z niego woda potoczkiem o długości około 100 m wpływa do Sąspówki.
W okresie międzywojennym planowano pobór wody z kilku źródeł w Dolinie Sąspowskiej dla planowanego kompleksu uzdrowiskowego na Złotej Górze. Po wojnie koncepcji nie zrealizowano, Dolinę Sąspowską i Złotą Górę włączono bowiem w obszar utworzonego w 1956 roku parku narodowego.
W dolinie Sąspówki jest kilka źródeł zasilających Sąspówkę. Oprócz Źródła spod Graba są to: Źródło Ruskie, Źródło Filipowskiego i Źródło Harcerza.